# Kwetiapina
Kwetiapina (łac. quetiapinum) – organiczny związek chemiczny z grupy dibenzotiazepin, lek przeciwpsychotyczny atypowy (drugiej generacji) stosowany w leczeniu różnych zaburzeń psychicznych, zwłaszcza schizofrenii, zaburzeń afektywnych dwubiegunowych i ciężkich epizodów depresji. Nierzadko kwetiapina stosowana jest także w leczeniu bezsenności, zaburzeń zachowania związanych z chorobami otępiennymi, zaburzeń lękowych, a także zespołu Tourette’a i zaburzeń obsesyjno-kompulsyjnych (OCD, nerwica natręctw).

## Farmakokinetyka

Struktura norkwetiapiny będącej aktywnym metabolitem kwetiapiny

Dostępność biologiczna (część podanej dawki, która przenika do krążenia ogólnego) kwetiapiny w postaci fumaranu podanej doustnie wynosi około 9%. Maksymalne jej stężenie w surowicy krwi osiągane jest po 1–1,5 godziny od podania doustnego. Biologiczny okres półtrwania wynosi około 6–8 godzin. W postaci niezmienionej wydalane jest około 5% dawki leku. Kwetiapina ulega intensywnym przemianom w wątrobie, głównie sulfoksydacji przy udziale izoenzymu 3A4 cytochromu P450, w mniejszym stopniu 2D6, co może być przyczyną wielu interakcji lekowych. Czynnym biologicznie metabolitem kwetiapiny jest norkwetiapina. Wydalanie następuje z moczem (ok. 73%) i kałem (ok. 21%). Stan stacjonarny (stan osiągany przy systematycznym dawkowaniu, w którym ilości podawanego leku są równe ilościom usuwanym przez organizm) osiągany jest w ciągu 1–2 dni stosowania leku. Dostępne są również preparaty kwetiapiny o przedłużonym uwalnianiu, dzięki którym łatwiejsze jest utrzymanie stałego poziomu leku w organizmie i możliwe jest rzadsze jego przyjmowanie.

## Mechanizm działania
Przeciwpsychotyczne działanie kwetiapiny wynika głównie z antagonizmu wobec receptorów dopaminergicznych i serotoninergicznych. Lek wykazuje słaby antagonizm wobec receptora dopaminergicznego D2, jak i serotoninergicznego 5-HT2A. Kwetiapina ponadto wiąże się, również jako antagonista, z receptorem histaminowym H1 i receptorami adrenergicznymi, z czego wynikają niektóre działania niepożądane, odpowiednio sedacja oraz spadki ciśnienia tętniczego krwi. Jednym z metabolitów kwetiapiny jest norkwetiapina, która działa agonistycznie na receptory 5-HT1A, antagonistycznie na receptory 5-HT2C oraz hamuje wychwyt zwrotny noradrenaliny, co jest dość nietypową właściwością wśród neuroleptyków i przypuszczalnie odpowiada za działanie przeciwdepresyjne kwetiapiny.

## Zastosowanie w chorobach i zaburzeniach
Schizofrenia
W leczeniu schizofrenii kwetiapina należy do leków pierwszego wyboru zarówno w leczeniu zaostrzeń schizofrenii (epizodów psychotycznych, w tym pierwszego epizodu), jak i w profilaktyce nawrotów podczas remisji częściowych bądź całkowitych. Stosowana jest w dawkach 300–800 mg/dzień (średnia dawka 600 mg/dzień). Wykazuje porównywalną skuteczność do innych atypowych neuroleptyków przy zrównoważonym profilu działań ubocznych. W stosunku do neuroleptyków I generacji kwetiapina wykazuje, podobnie jak inne neuroleptyki II generacji, wyższą skuteczność w leczeniu objawów negatywnych. Z powodu działania sedującego kwetiapina jest szczególnie przydatna w przypadkach, w których objawami towarzyszącymi są niepokój, pobudzenie lub bezsenność. Ze względu na bardzo niskie ryzyko wywołania objawów pozapiramidowych kwetiapina jest lekiem pierwszego wyboru u osób o wysokiej w tym zakresie wrażliwości na neuroleptyki.
Zaburzenia afektywne dwubiegunowe
W leczeniu fazy maniakalnej w przebiegu zaburzeń afektywnych dwubiegunowych kwetiapina jest porównywalnie skuteczna lub nieco słabsza w porównaniu do litu, kwasu walproinowego, jak i innych neuroleptyków. W leczeniu fazy depresyjnej, jako jedyny oprócz olanzapiny neuroleptyk, kwetiapina wykazuje skuteczność kliniczną, przy czym nie wiąże się to ze wzrostem ryzyka indukcji manii. W profilaktyce kwetiapina zmniejsza ryzyko nawrotu epizodów manii i depresji, przy czym skuteczniejsze jest w tym celu stosowanie kwetiapiny w formie terapii łączonej (politerapii) wraz z lekami stabilizującymi nastrój.
Depresja
Kwetiapina znajduje zastosowanie w leczeniu depresji jednobiegunowej jako lek dodatkowy tj. dołączany do terapii lekiem przeciwdepresyjnym. Ze względu na jej sedacyjne działanie, dołączenie jej może być korzystne zwłaszcza w stanach depresyjnych przebiegających z lękiem lub pobudzeniem.
Zaburzenia zachowania w przebiegu chorób otępiennych (pozarejestracyjne zastosowanie leku)
Kwetiapina w dawkach 25–200 mg/dobę (dawka początkowa 25–50 mg/dobę) może być wykorzystywana do krótkoterminowego leczenia objawowego zaburzeń zachowania towarzyszących chorobom otępiennym takim jak choroba Alzheimera, otępienie naczyniopochodne, choroba Parkinsona, otępienie czołowo-skroniowe. U pacjentów z otępieniem szczególne znaczenie ma sedacyjne czy też uspokajające działanie kwetiapiny, dzięki któremu możliwe jest zniesienie niepokoju, pobudzenia psychoruchowego występującego w godzinach wieczornych (ang. sundowning) oraz przeciwdziałanie odwróceniu rytmu snu i czuwania. Kwetiapina w tej grupie pacjentów zmniejsza także dezorientację, która często prowadzi do urojeniowego interpretowania sytuacji i wtórnie do lęku lub agresji. Głównymi ograniczeniami w stosowaniu kwetiapiny w tej grupie pacjentów jest zależny od dawki niekorzystny jej wpływ na gospodarkę lipidową i węglowodanową oraz możliwe ortostatyczne spadki ciśnienia tętniczego krwi. Celem opanowania zaburzeń zachowania związanych z otępieniem zaleca się stosowanie najmniejszej skutecznej dawki kwetiapiny, a po 4–6 tygodniach podjęcie próby ostrożnego odstawienia leku. W porównaniu z innymi neuroleptykami znikoma tendencja kwetiapiny do wywoływania objawów pozapiramidowych czyni ją lekiem szczególnie użytecznym w chorobie Parkinsona.
Bezsenność (pozarejestracyjne zastosowanie leku)
Kwetiapina w dawkach 12,5–25 mg/dobę często stosowana jest w leczeniu bezsenności (jakkolwiek w tym wskazaniu nie jest zalecana jako lek pierwszego wyboru). Jej stosunkowo długi okres półtrwania, wynoszący około 7 godzin, nie tylko ułatwia pacjentom zaśnięcie, lecz także poprawia ciągłość snu oraz zapobiega wybudzaniu się wczesnym rankiem. Większość działań niepożądanych kwetiapiny jest zależna od dawki, w związku z czym podczas leczenia bezsenności przy użyciu małych dawek leku jest ona dobrze tolerowana.
Zaburzenia lękowe (pozarejestracyjne zastosowanie leku)
Kwetiapina w postaci preparatów o spowolnionym uwalnianiu w dawkach 25–300 mg/dobę może być stosowana w leczeniu zaburzeń lękowych takich jak zaburzenia lęku panicznego, zaburzenia lękowe uogólnione oraz fobia społeczna.
Zaburzenia stresowe pourazowe (pozarejestracyjne zastosowanie leku)
Kwetiapina w dawkach 25–300 mg/dobę może być użyteczna w leczeniu zaburzeń stresu pourazowego, lecz nie jest lekiem pierwszego wyboru w tym wskazaniu.
Zespół Tourette’a (pozarejestracyjne zastosowanie leku)
Kwetiapina niekiedy stosowana jest jako alternatywa dla innych neuroleptyków w leczeniu tików występujących w zespole Tourette’a.

## Dawkowanie

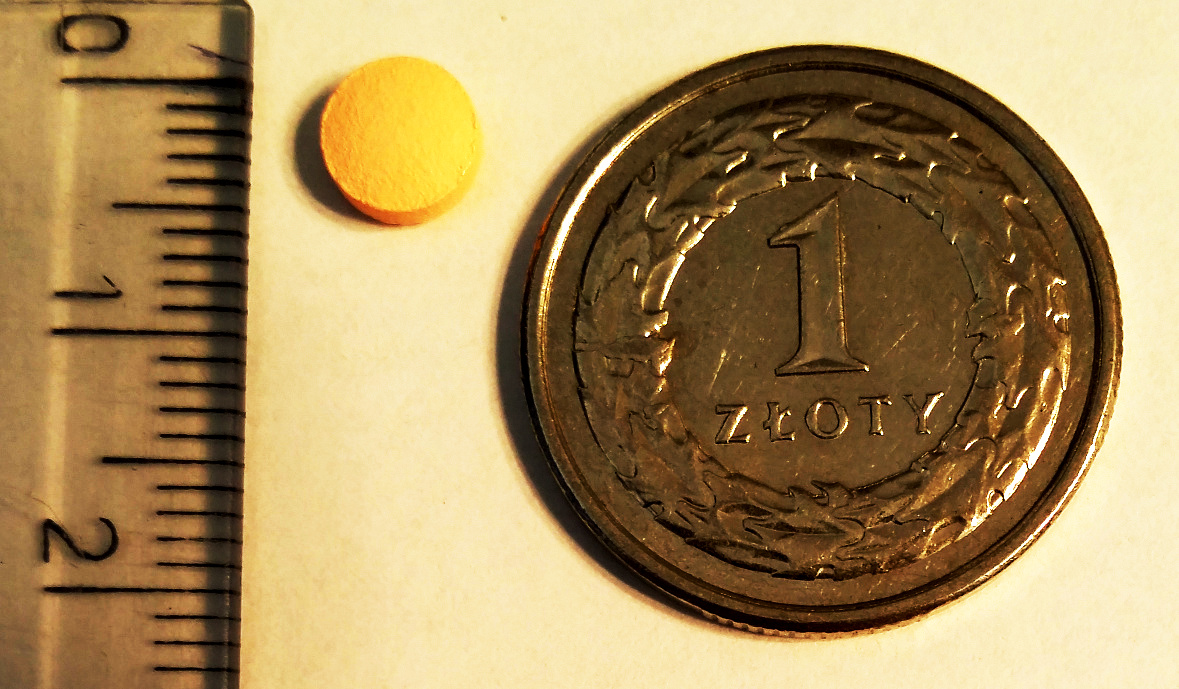
Tabletka zawierająca 25 mg kwetiapiny (preparat Ketrel) w porównaniu do monety jednozłotowej.

Dawkowanie dostosowywane jest indywidualnie i różni się w zależności od rodzaju leczonego zaburzenia. W przypadku schizofrenii i zaburzeń afektywnych dwubiegunowych kwetiapina wymaga systematycznego, codziennego stosowania, zwykle dwa lub trzy razy na dobę. W większości przypadków terapię kwetiapiną należy rozpoczynać od 25–200 mg w 1. dniu, a następnie stopniowo podnosić dawki do 300–800 mg w 4. dniu leczenia. Stopniowe włączanie leku ma na celu zminimalizowanie ryzyka wystąpienia działań niepożądanych. U osób w podeszłym wieku skuteczna dawka leku jest na ogół niższa niż u dorosłych osób i mieści się w zakresie 25–300 mg/dzień. W przypadku systematycznego stosowania wysokich dawek kwetiapiny ich nagłe, znaczne zmniejszenie lub odstawienie leku może przejściowo wywołać objawy odstawienne. Celem uniknięcia objawów odstawiennych należy stopniowo redukować dawki kwetiapiny. Podczas leczenia kwetiapiną z powodu wskazań rejestracyjnych w przypadku zapomnienia o przyjęciu dawki leku, jeżeli lekarz nie zalecił inaczej, należy jak najszybciej zażyć zaległą dawkę, chyba że zbliża się już czas przyjęcia kolejnej dawki leku – wówczas należy pominąć nieprzyjętą na czas dawkę i kontynuować regularne stosowanie leku we wcześniej przepisanych dawkach bez ich podnoszenia.

## Działania niepożądane
Lek jest na ogół dobrze tolerowany. Na początku leczenia mogą pojawić się suchość w ustach, zawroty głowy, ortostatyczne spadki ciśnienia krwi (co może stwarzać zagrożenie upadkami, szczególnie u pacjentów w podeszłym wieku), omdlenia, sedacja, ospałość (co może niekorzystnie wpłynąć na zdolność do prowadzenia pojazdów i obsługi urządzeń mechanicznych), które w większości wypadków zmniejszają swoje nasilenie lub ustępują po 2–4 tygodniach stosowania leku. Po dłuższym okresie leczenia może pojawić się zwiększenie masy ciała. Tendencja do wzrostu masy ciała w przypadku kwetiapiny ma porównywalne nasilenie jak przy stosowaniu większości innych neuroleptyków, ale niższe nasilenie niż po stosowaniu klozapiny czy olanzapiny. Kwetiapina podnosi ryzyko wystąpienia zespołu metabolicznego oraz cukrzycy typu 2. Kwetiapina może spowodować zwiększenie poziomu trójglicerydów we krwi, a także zwiększenie stężenia cholesterolu całkowitego (głównie frakcji LDL). Podczas leczenia kwetiapiną może wystąpić leukopenia, zwiększenie aktywności enzymów wątrobowych (ALT, AST), obrzęki obwodowe, wydłużenie odstępu QTc mogące wiązać się ze złośliwymi zaburzeniami rytmu serca (nie potwierdzono przetrwałego wydłużenia QTc). Kwetiapina stwarza znikome ryzyko wystąpienia niepożądanych objawów pozapiramidowych, w związku z czym u pacjentów o wysokiej wrażliwości na neuroleptyki należy do leków pierwszego wyboru. Ryzyko wystąpienia złośliwego zespołu neuroleptycznego podczas stosowania kwetiapiny jest znacznie niższe, niż w przypadku klasycznych neuroleptyków. Stosowanie kwetiapiny u pacjentów z chorobami serca i krążenia wymaga zachowania ostrożności. Według FDA u pacjentów w podeszłym wieku stosowanie neuroleptyków atypowych, w tym kwetiapiny, może podnosić ryzyko wystąpienia udaru. W przeciwieństwie do wielu innych neuroleptyków kwetiapina rzadko wpływa w istotnym stopniu na poziom prolaktyny, w związku z czym rzadziej niż inne neuroleptyki zaburza funkcje seksualne. Kwetiapina uznawana jest za neuroleptyk, którego ryzyko śmiertelnego przedawkowania jest stosunkowo niewielkie. W przypadku przedawkowania dochodzi do wystąpienia senności, zawrotów głowy, spadku ciśnienia tętniczego ze znacznym przyspieszeniem rytmu serca, bloku przedsionkowo-komorowego, utraty przytomności. Nie istnieje swoiste dla kwetiapiny antidotum. W przypadku zatrucia należy prowadzić leczenie podtrzymujące i objawowe, rozważyć płukanie żołądka, podanie węgla aktywowanego i środka przeczyszczającego.

## Przeciwwskazania
Przeciwwskazaniami do stosowania kwetiapiny są: nadwrażliwość na kwetiapinę i złośliwy zespół neuroleptyczny. Ponadto, należy zachować ostrożność podczas stosowania kwetiapiny u pacjentów z pogorszeniem stanu psychicznego, myślami samobójczymi, chorobami układu krążenia, niewydolnością wątroby, napadami padaczkowymi, z dyskinezami późnymi lub objawami pozapiramidowymi, a także u pacjentów w podeszłym wieku.
Nie zaleca się stosowania kwetiapiny u dzieci i młodzieży w wieku poniżej 18 lat z powodu braku odpowiednich danych uzasadniających stosowanie tego leku w tej grupie wiekowej. Badania wykazały, że pewne zdarzenia niepożądane występują z większą częstością u dzieci i młodzieży niż u dorosłych (wzmożone łaknienie, podwyższone stężenie prolaktyny w surowicy oraz objawy pozapiramidowe). Nie badano długoterminowych następstw leczenia kwetiapiną dotyczących wzrostu i dojrzewania przez okres dłużej niż 26 tygodni. Nie są znane długoterminowe następstwa dla rozwoju poznawczego i behawioralnego. U dzieci i młodzieży kwetiapina powodowała odchylenia w parametrach czynnościowych tarczycy.

## Interakcje
Może nasilać działanie alkoholu i leków wpływających hamująco na ośrodkowy układ nerwowy, w związku z czym jej stosowanie łącznie z tego rodzaju substancjami wymaga zachowania ostrożności.
Leki hamujące funkcje wątrobowego cytochromu CYP450 3A4, który unieczynnia kwetiapinę, powodują wzrost jej stężenia w surowicy krwi i podnoszą ryzyko wystąpienia działań niepożądanych. Do substancji podnoszących stężenie kwetiapiny w takim mechanizmie należą m.in. erytromycyna, klarytromycyna, leki przeciwgrzybicze z grupy azoli (ketokonazol, flukonazol, itrakonazol), fluwoksamina, nefazodon, inhibitory proteazy HIV, sok grejpfrutowy.
Przeciwny wpływ na stężenie kwetiapiny mają leki indukujące cytochromy wątrobowe. Ich łączne stosowanie z kwetiapiną sprawia, że jest ona szybciej unieczynniana i jej poziom ulega obniżeniu. Do leków obniżających stężenie kwetiapiny w tym mechanizmie należą: karbamazepina, fenytoina, barbiturany, ryfampicyna, glikokortykosteroidy.

## Ciąża i laktacja
Zgodnie z klasyfikacją FDA kwetiapina należy do leków kategorii C, które ze względu na brak odpowiednich badań można stosować u kobiet w ciąży wyłącznie wówczas, gdy przewidywane korzyści z leczenia przewyższają potencjalne ryzyko dla płodu. Podczas karmienia piersią zaleca się unikanie stosowania kwetiapiny.

## Otrzymywanie
Pierwsza metoda otrzymywania kwetiapiny została opatentowana w 1987 roku. Produktem wyjściowym tej metody jest 2-chloronitrobenzen, którego atom chloru jest podstawiany grupą fenylosulfanylową, a grupa nitrowa redukowana (uwodorniana) do grupy aminowej na niklu Raneya. Powstała 2-(fenylotio)anilina reaguje w dalszej kolejności z fosgenem w toluenie przekształcając się w izocyjanian (1-izocyjaniano-2-fenylosulfanylobenzen). Poprzez ogrzewanie tego produktu pod chłodnicą zwrotną z użyciem kwasu siarkowego następuje zamknięcie pierścienia i utworzenie dihydrodibenzotiazepinonu, który jest następnie przekształcany w iminochlorek w reakcji z trichlorkiem fosforylu (POCl
3) w obecności dimetyloaniliny (PhNMe
2). Ostatnim etapem jest wprowadzenie w miejscu atomu chloru bocznego łańcucha z użyciem N-(hydroksyetoksyetylo)piperazyny. Kwetiapina wydzielana jest w postaci fumaranu. Dwa ostatnie etapy syntezy przedstawia schemat:
W 1988 roku opatentowano nieznacznie zmodyfikowaną metodę syntezy. Węgierskie przedsiębiorstwo farmaceutyczne Egis opracowało również wydajniejszą metodę otrzymywania kwetiapiny, w której nie wykorzystuje się iminochlorku jako jednego z produktów przejściowych.

## Historia
Kwetiapina została opracowana przez badaczy pracujących dla firmy ICI (obecnie AstraZeneca) w 1985 roku. W 1997 roku została zaaprobowana do leczenia przez amerykańską Agencję Żywności i Leków (FDA) pod nazwą Seroquel. W 2000 roku została zaaprobowana do leczenia w Niemczech. Początkowo rejestracja obejmowała leczenie schizofrenii. Następnie wskazania rejestracyjne zostały poszerzone o leczenie choroby afektywnej dwubiegunowej, a później także o augmentację leczenia depresji jednobiegunowej. W 2010 roku AstraZeneca została ukarana grzywną wysokości 520 milionów dolarów amerykańskich za agresywne promowanie pozarejestracyjnego stosowania preparatu Seroquel. W Stanach Zjednoczonych wiele pozwów sądowych wytoczonych zostało przeciwko AstraZeneca z powodu działań niepożądanych tego preparatu, zwłaszcza z powodu wystąpienia cukrzycy. Kwetiapina należy do najczęściej przepisywanych leków przeciwpsychotycznych – roczny przychód AstraZeneca ze sprzedaży preparatu Seroquel w latach 2011–2013 wynosił około 1,4 miliarda dolarów amerykańskich. Szacuje się, że w około 70% przypadków lek ten jest stosowany poza wskazaniami rejestracyjnymi.

## Preparaty
Preparaty dostępne w Polsce:

- ApoTiapina (tabletki powlekane)
- Bonogren (tabletki powlekane)
- Bonogren SR (tabletki o przedłużonym uwalnianiu)
- Etiagen (tabletki powlekane)
- Kefrenex (tabletki powlekane)
- Ketilept (tabletki powlekane)
- Ketipinor (tabletki powlekane)
- Ketrel (tabletki powlekane)
- Kvelux SR (tabletki o przedłużonym uwalnianiu)
- Kventiax (tabletki powlekane)
- Kventiax SR (tabletki o przedłużonym uwalnianiu)
- Kwetaplex (tabletki powlekane)
- Kwetaplex XR (tabletki o przedłużonym uwalnianiu)
- Kwetax (tabletki powlekane)
- Pinexet (tabletki powlekane)
- Pinexet SR (tabletki o przedłużonym uwalnianiu)
- Quentapil (tabletki powlekane)
- Quetiapin NeuroPharma (tabletki powlekane)
- Quetiapine Accord (tabletki powlekane)
- Setinin (tabletki powlekane)
- Symquel (tabletki powlekane)
- Symquel XR (tabletki o przedłużonym uwalnianiu)
- Vorta (tabletki powlekane)